# Бродовський Віктор Вікторович
Віктор Вікторович Бродовський (1896 - †?) - старшина Армії УНР.

## Біографія
Закінчив 6-класне комерційне училище, у 1920–1921 рр. начальник розвідки 3-ї гарматної бригади 3-ї Залізної дивізії, кавалер відзнаки Залізного Стрільця.
У грудні 1921 р. закінчив Спільну юнацьку школу з підготовки старшин воєнного часу при 3-й Залізній дивізії.
Подальша доля невідома.